# Двухосновные имена
Двухосновные имена — личные имена, образованные с помощью двух корней.
Например, древнегреческое имя Александр с корнями др.-греч. ἀλέξω («защищаю») и ἀνδρός («мужчина», «человек»), то есть со значением «защитник людей»; или древненемецкое Вольфганг с корнями нем. Wolf («волк») и нем. Gang («походка»).

## Славянские имена
Наиболее известными в России являются подобные имена славянского языческого происхождения (Владимир, Ярослав).
На Руси таковыми, в основном, стали мирские родовые имена Рюриковичей, имевшие определённый набор корней («-слав», «-свят», «-яр», «-полк», «-перед (пред)», «-волод (влад)», -«мир»). Имена значительной части князей имеют вариант с регулярно воспроизводимой основой «-слав» на втором месте и какая-либо основа на первом. Этот элемент употреблялся не только в русской правящей династии, однако «из-за своей частотности в династическом антропонимиконе он становится своеобразным показателем княжеского достоинства». Большинство из этих имен княжеского антропомикона, как правило, не использовались вне княжеской семьи (хотя имена с теми же производными основами есть и у их близкого окружения).
Со временем эти имена (если только они не стали именами христианскими через канонизацию одного из их владельцев) постепенно исчезают. В середине XIII века языческие имена уступают своё господствующее положение христианским. К концу XIII века в семьях северо-восточных Рюриковичей может не быть ни одного ребенка с таким именем, или не более одного; сам именослов разительно сокращается (до Ярослава, Святослава и Олега — хотя есть версия, что это тоже были имена святых, но местночтимых). С другой стороны, именно княжеские двухосновные имена в настоящее время позже вернулись в русский именослов как христианские, потому что их обладатели были канонизированы (Владимир Святой, Ярослав Мудрый, Мстислав Великий, Всеволод Мстиславич и другие). Прочие аналогичные языческие имена, употреблявшиеся в более простых слоях населения, со временем совершенно вышли из употребления (Всемысл, Гостемил, Добромир и проч.). С древности известны также подобные женские имена (Передслава, Верхуслава, Звенислава), но, поскольку ни одно из них не попало в христианские святцы, в дальнейшем они вышли из употребления. В XX веке в России некоторое новое распространение получили женские имена парные мужским (Ярослава, Святослава), но они остаются весьма редкими.
У западных славян также были распространены подобные имена (Болеслав, Венцеслав, Казимир, Спытигнев, Борживой и пр.), некоторые из которых также стали христианскими благодаря канонизации князей (Людмила Чешская, Вячеслав (Вацлав) Чешский и другие).

### Б
- Балемила[4]
- Балеслав[4]
- Баломир[5]
- Белослав, Белислав
- Белимир[6]
- Белослав[6]
- Белослава[6]
- Беримир — заботящийся о мире.
- Берислав[7], Берисав
- Берислава
- Битомир[8]
- Благомил[8]
- Благослав[8]
- Благослава[8]
- Благосит[8]
- Бодислав, Будислав, Одислав, Одеслав
- Богдавлад[9]
- Богдан, Богодан[9]
- Богдана[9]
- Богислав[10]
- Богобуд[10]
- Боговид, Боговит[10]
- Боголеп[10]
- Боголюб[10]
- Богомил[10]
- Богосав[10]
- Богосуд, Богусуд[10]
- Богувласть[10]
- Богудар[11]
- Богумест[11]
- Богумил[11]
- Богумила[11]
- Богумир[11]
- Богуслав[11], Божеслав[12], Божислав[13], Богослав, Богслав, Бослав, Богосав
- Богуслава[11]
- Богухвал[14]
- Боесил[12]
- Божекон[12]
- Божерад[12]
- Божидар[12], Божидир
- Бойомир[13]
- Бойислав, Боиславр[13]
- Болебор[15]
- Болебуд[15]
- Болегнев[15]
- Болеместь[15]
- Болемила[15]
- Болемил[15]
- Болемир[15]
- Болеслав[15], Олеслав
- Болеслава[15]
- Болесуд[16]
- Борзивой[17]
- Борзислав[17], Бржетислав, Брзетислав
- Борзомысл[17]
- Борзоход[17]
- Боривой[17]
- Боригнев[17]
- Борислав[17], Боруслав, Борисав
- Борислава[17]
- Босслав[18]
- Бравикон[18]
- Брадесич[19]
- Бранимир[18]
- Браслав, Бранислав[18]
- Братимир[20]
- Братислав[20], Братослав[20], Братисав
- Братолюб[20]
- Братомил[20]
- Братомир[20]
- Братонег[20]
- Братумила[20]
- Бретислав[21]
- Бронислав[21], Бранислав, Бранисав, Барнислав[22]
- Брячислав[23], Бречислав[21], Брячеслав
- Будзивой[23]
- Будиволна[23]
- Будимил[24]
- Будимир[24]
- Будслав, Будзислав, Будисав, Будислав[24]
- Бурислав

### В
- Вадислав
- Ватислав, Ватрослав, Ватцлав
- Векослав
- Велимир
- Велислав, Велеслав, Веслав, Вислав, Велисав
- Венцеслав, Вендеслав, Венеслав, Венецлав, Вентеслав, Вентослав, Венхеслав, Венцлав, Винслав, Внеслав, Внислав, Вянтеслав, Вянтослав
- Вербослав, Вирбослав
- Вернслав, Верслав, Вирслав, Вирцлав
- Верослав, Веросав
- Верхуслав
- Видослав, Видосав
- Висеслав
- Витезслав
- Витослав, Витслав
- Владимир — христианское имя: равноапостольный князь Владимир Святой (X век)
- Владислав, Власлав, Властислав, Володислав, Влодзислав, Волослав, Ладислав, Владисав — христианское имя: святой король Владислав Сербский (XIII век)
- Властислав, Влоцислав, Влосцислав
- Внислав, Вонеслав
- Водислав
- Воислав, Войслав, Войтислав
- Войцех — христианское имя: святой епископ Адальберт Пражский (X век)
- Влъкослав, Влькосав, Влькослав, Волкослав, Вукослав, Вулкослав
- Вратислав, Вартислав, Виртослав, Вирцлав, Воротислав, Вратислав, Врацлав, Врацслав, Врачислав, Вреслав, Вроцислав, Вроцлав, Вруцислав, Врацислав
- Всеволод — христианское имя: святой князь Всеволод Псковский (XII век)
- Всеслав
- Вышеслав, Вячеслав, Вацеслав, Вацлав, Вачлав, Вачьслав, Верхослав, Вецеслав, Вечеслав, Вещеслав, Вирбослав, Вирслав, Вишеслав, Вишесав, Вицеслав, Вицлав, Волослав, Выслав, Вышослав, Вышесав, Вятеслав, Вятшеслав, Вятслав, Вяцеслав, Вяцьслав, Вящеслав — христианское имя: святой князь Вячеслав Чешский (Вацлав) (X век)

### Г
- Гвездослав
- Гворислав
- Гегуслав
- Годослав, Годислав, Годлав, Годзислав, Гослав
- Герислав, Герцеслав
- Горислав, Гореслав, Грислав, Гожислав
- Гоислав
- Голислав, Гулислав
- Гордислав
- Гостислав, Гостеслав, Госьцислав, Гостлав
- Градислав, Гродислав, Городислав
- Гранислав
- Гремислав, Гримислав, Гжимслав, Громислав, Гжимислав
- Губислав
- Гудислав

### Д
- Данислав, Даньслав
- Дедослав
- Держислав, Дзержислав, Дерслав, Дзерслав
- Десислав
- Длугослав
- Доброслав, Добрислав, Добросав, Добрисав
- Домослав, Домаслав, Домеслав, Домислав, Домуслав, Дмослав
- Драгослав, Драгислав, Дрогослав, Дрогислав, Дрослав, Драгосав
- Дубислав

### Е
- Есислав, Ежислав, Ежеслав

### Ж
- Живослав, Живислав, Живосав
- Желислав, Жеслав
- Жизнеслав
- Жилислав
- Жирослав
- Житослав

### З
- Звенислав
- Здеслав
- Здислава — христианское имя: чешская княгиня Здислава Лемберкская (XIII век)
- Земислав
- Зорислав, Зарислав, Зореслав, Зорослав, Ореслав

### И
- Изяслав, Ижеслав, Жеслав — христианское имя: святой князь Изяслав Ярославич (XI век), Изяслав Андреевич (XII век)
- Имислав, Ислав
- Истислав

### К
- Казезомислав
- Казимир — христианское имя: святой князь Казимир (XV век)
- Кареслав, Карислав
- Краснослав
- Красослав
- Креслав
- Крунислав, Крунослав

### Л
- Ладислав, Ладзислав, Ласлав
- Лепослава, Лепосава
- Лихослав
- Лудислав, Лудьслав
- Льстислав
- Людослав
- Любослав, Либослав, Любислав, Любисав
- Людмила — христианское имя: святая княгиня Людмила Чешская (X век)
- Лютослав
- Ляслав

### М
- Майслав, Майеслав
- Марислав, Марисав
- Мезислав
- Метислав
- Мечислав, Мечислав, Мячеслав, Мячислав, Маслав, Мецислав, Мецлав, Мецслав
- Милослав, Милислав, Милисав, Милосав, Миослав
- Мирослав, Мерослав, Миросав
- Мислав
- Мнислав
- Моислав, Моеслав
- Мстислав, Мсьцислав — христианское имя: святой князь Мстислав Великий (XII век), Мстислав Храбрый (XII век)

### Н
- Навислав
- Негослав, Негосав
- Никослав, Никосав
- Нимислав, Незамысл
- Нижеслав

### П
- Пакислав, Пакослав
- Первослав, Првослав, Првосав
- Петрислав, Петрослав, Перослав
- Православ
- Предслав, Предислав, Преслав, Переслав
- Премыслав
- Прибыслав, Прибислав, Прыбыслав, Пжибыслав, Пржибислав
- Прийаслав
- Понислав
- Путислав
- Пшемыслав
- Пршибислав

### Р
- Радослав, Радислав, Радслав, Радзислав
- Ратислав, Ратьслав, Рацислав, Рацлав
- Родислав, Родслав, Рослав
- Ростислав, Ростьслав, Растислав, Росьцислав, Рослав, Расьцислав, Раслав — христианское имя: святой князь равноапостольный Ростислав Великоморавский (IX век), Ростислав Мстиславич (XII век)
- Рудислав

### С
- Сбыслав, Збыслав, Збислав, Збраслав, Збыцлав
- Светислав, Светослав
- Святослав, Сватослав, Свентослав — христианское имя: святой князь Святослав Ярославович (XI век), Святослав Всеволодович (XIII век)
- Сдеслав, Здеслав
- Сенислав, Зенислав
- Сеслав
- Слав
- Собеслав, Собислав
- Станислав — христианское имя: святой князь Станислав Владимирович (X век), святой краковский епископ Станислав Щепановский (XI век)
- Стоислав, Стойслав
- Стжежислав, Стжеслав
- Судислав, Сендзислав — христианское имя: святой князь Судислав Владимирович (XI век)
- Сулислав

### Т
- Таислав
- Тихослав, Тиослав, Тихосав, Тиосав, Цихослав, Цехослав, Цислав
- Твердислав, Твардослав, Твардзислав
- Творислав, Твожислав
- Томислав

### У
- Убислав
- Унислав

### Х
- Хвалислав, Фалислав
- Хлебослав
- Хотеслав, Хотослав, Хоцеслав
- Хранислав, Ранислав, Хранисав, Ранисав

### Ц
- Цветислав
- Цзимислав

### Ч
- Честислав, Чеслав, Часлав, Цтислав
- Чистислав, Чистослав
- Чудослав
- Чурослав

### Я
- Янислав
- Ярослав, Яслав — христианское имя: святой князь Ярослав Мудрый (X век), Ярослав Святославич (XII век)
- Ярополк — христианское имя: святой князь Ярополк Изяславич (XI век)